# Arrondissements et quartiers de Québec
| Six arrondissements de Québec : - La Cité-Limoilou - Les Rivières - Sainte-Foy–Sillery–Cap-Rouge - Charlesbourg - Beauport - La Haute-Saint-Charles |
| 1 2 3 4 5 6 7 8 9 10 11 12 13 14 15 16 17 18 19 20 21 22 23 24 25 26 27 29 28 30 31 32 33 34 35                                                     |

Les arrondissements et quartiers de Québec sont des divisions territoriales de la ville de Québec, au Québec (Canada). La ville est divisée en six arrondissements, chacun dirigé par un conseil d'arrondissement, ainsi qu'en 35 quartiers possédant pour la majorité un conseil de quartier. Les arrondissements ont un pouvoir politique et réglementaire. Un troisième type de division, les districts électoraux municipaux, superpose les différents quartiers en fonction de la population et possède une fonction uniquement électorale.

## Historique

### Divisions antérieures
Si le système d'arrondissement n'existe que depuis 2002 à Québec, la ville connaît depuis longtemps une division par quartiers. Dès le XVIIe siècle, la « basse-ville » et la « haute-ville » désignent des secteurs distincts en raison de la topographie particulière de la ville. Les faubourgs Saint-Louis et Saint-Jean quant à eux naissent au XVIIIe siècle.
Cependant, il faut attendre l'incorporation de Québec en « cité » par le Parlement du Bas-Canada pour que soit légalement statué des quartiers et leurs limites. L'Acte pour incorporer la Cité de Québec (1832) sépare ainsi la ville en 10 quartiers : Saint-Charles, Saint-Louis, Saint-Laurent, Saint-Jean, Saint-Roch, Sainte-Geneviève, Dorchester, du Séminaire, du Palais et des Carrières.
Avant la réforme de 2002, la ville était formée de 15 quartiers regroupés en 4 « secteurs » : Basse-Ville, Haute-Ville, Limoilou, Les Rivières.

### Divisions actuelles

Arrondissements de Québec, du 1^{er} janvier 2002 au 31 octobre 2009.

En 2000, le gouvernement Bouchard entreprend une vaste réorganisation municipale au Québec et annonce son intention d'opérer des regroupements municipaux dans la région de Québec. Dans son rapport d'octobre 2000, le mandataire du gouvernement Jean-Louis Lapointe recommande que la fusion des 13 municipalités de la communauté urbaine de Québec « ne devrait  être retenue qu'à la condition expresse que soit mis en place un système d'arrondissements qui permette non seulement aux communautés locales de s'exprimer, mais aussi d'avoir une emprise réelle sur la détermination et la dispensation des services de proximité sur leur territoire ». Il propose alors la création de huit arrondissements.
Ces huit arrondissements voient le jour avec la nouvelle constitution de la ville de Québec, le 1er janvier 2002. Ceux-ci possèdent des compétences en urbanisme, en sécurité incendie et civile, en gestion des déchets, en développement local, en culture et loisirs et en voirie. Ils sont numérotés de 1 à 8, du centre de la ville jusqu'à sa périphérie. L'usage de la numérotation sera rapidement délaissée après l'entrée en vigueur du Règlement sur le nom des arrondissements, le 24 octobre 2002, bien qu'elle reste employée administrativement. Les quartiers, quant à eux, représentent les communautés et localités historiques de la ville. La plupart d'entre eux sont d'anciennes municipalités ou possèdent des caractéristiques distinctives (démographie, histoire, densité, patrimoine urbain, etc.). Les quartiers sont également numérotés, bien que seulement les toponymes soient d'usage dans la population.
Après la défusion des municipalités de Saint-Augustin-de-Desmaures et de L'Ancienne-Lorette en 2004, certains arrondissements perdent du poids. Le 1er novembre 2009, deux arrondissements sont dissous. Laurentien est rattaché aux arrondissements de La Haute-Saint-Charles et de Sainte-Foy–Sillery (qui est alors renommée Sainte-Foy–Sillery–Cap-Rouge). Limoilou, de son côté, est rattaché à La Cité pour former La Cité-Limoilou.

## Liste
|                                              | La Cité-Limoilou (1er) Population totale : 108 415 habitants Superficie : 22,18 km2            |        |  |
| Vieux-Québec–Cap-Blanc–colline Parlementaire | 1-1                                                                                            | 5 925  |  |
| Saint-Roch                                   | 1-2                                                                                            | 8 380  |  |
| Saint-Jean-Baptiste                          | 1-3                                                                                            | 8 725  |  |
| Montcalm                                     | 1-4                                                                                            | 13 730 |  |
| Saint-Sauveur                                | 1-5                                                                                            | 16 110 |  |
| Saint-Sacrement                              | 1-6                                                                                            | 10 955 |  |
| Lairet                                       | 6-1                                                                                            | 15 600 |  |
| Maizerets                                    | 6-2                                                                                            | 14 990 |  |
| Vieux-Limoilou                               | 6-3                                                                                            | 14 005 |  |
|                                              | Les Rivières (2e) Population totale : 73 075 habitants Superficie : 48,61 km2                  |        |  |
| Neufchâtel-Est–Lebourgneuf                   | 2-1                                                                                            | 35 215 |  |
| Duberger–Les Saules                          | 2-2                                                                                            | 26 690 |  |
| Vanier                                       | 2-3                                                                                            | 13 125 |  |
|                                              | Sainte-Foy–Sillery–Cap-Rouge (3e) Population totale : 103 345 habitants Superficie : 95,01 km2 |        |  |
| Sillery                                      | 3-1                                                                                            | 13 570 |  |
| Cité-Universitaire                           | 3-2                                                                                            | 16 625 |  |
| Saint-Louis                                  | 3-3                                                                                            | 14 305 |  |
| Plateau                                      | 3-4                                                                                            | 13 980 |  |
| Pointe-de-Sainte-Foy                         | 3-5                                                                                            | 14 270 |  |
| Aéroport                                     | 8-2                                                                                            | 13 325 |  |
| Cap-Rouge                                    | 8-3                                                                                            | 17 305 |  |
|                                              | Charlesbourg (4e) Population totale : 82 870 habitants Superficie : 65,75 km2                  |        |  |
| Notre-Dame-des-Laurentides                   | 4-1                                                                                            | 14 825 |  |
| Orsainville                                  | 4-2                                                                                            | 16 575 |  |
| Bourg-Royal                                  | 4-3                                                                                            | 13 820 |  |
| Jésuites                                     | 4-4                                                                                            | 15 975 |  |
| Trait-Carré                                  | 4-5                                                                                            | 4 390  |  |
| Saint-Rodrigue                               | 4-6                                                                                            | 12 000 |  |
|                                              | Beauport (5e) Population totale : 81 425 habitants Superficie : 74,34 km2                      |        |  |
| Sainte-Thérèse-de-Lisieux                    | 5-1                                                                                            | 16 635 |  |
| Saint-Michel                                 | 5-2                                                                                            | 17 885 |  |
| Chutes-Montmorency                           | 5-3                                                                                            | 17 675 |  |
| Vieux-Bourg                                  | 5-4                                                                                            | 15 395 |  |
| Vieux-Moulin                                 | 5-5                                                                                            | 15 155 |  |
|                                              | La Haute-Saint-Charles (6e) Population totale : 88 460 habitanta Superficie : 148,40 km2       |        |  |
| Lac-Saint-Charles                            | 7-1                                                                                            | 4 050  |  |
| Saint-Émile                                  | 7-2                                                                                            | 16 525 |  |
| Loretteville                                 | 7-3                                                                                            | 15 635 |  |
| Châtels                                      | 7-4                                                                                            | 14 450 |  |
| Val-Bélair                                   | 8-1                                                                                            | 31 050 |  |